# PhishTank
PhishTank is een website waar gebruikers phishingsites kunnen verifiëren en rapporteren.
PhishTank is opgericht in oktober 2006 door de ondernemer David Ulevitch als uitloper van OpenDNS.
De database van PhishTank wordt gebruikt in onder meer Opera en WOT.